# Aurana
Aurana é um gênero de mariposa pertencente à família Crambidae.